# Özvegy menyasszonyok
Az Özvegy menyasszonyok egy 1964-ben bemutatott fekete-fehér magyar krimi-vígjáték Fedor Ágnes írása nyomán, rendezte Gertler Viktor.

## Készítették
- Rendező: Gertler Viktor
- Írta: Fedor Ágnes
- Forgatókönyvíró: Bencsik Imre, Kovács Nándor, Borhy Anna
- Zeneszerző: Fényes Szabolcs
- Operatőr: Forgács Ottó
- Vágó: Boronkay Sándor
- Jelmeztervező: Katona Piroska
- Díszlettervező: Duba László
- Gyártásvezető: Golda József
- Hangmérnök: Novák Gyula
- Felvételvezető: Herskó János
- Fővilágosító: Dienert István

## Szereplők
A szereplők neveinek a helyesírása a tv-film szereplőlistáján feltüntetett írásmódot követi, és a szerepek oszlopban csak  a szereplőlistán megjelenített név szerepel, minden egyéb megjelölés a megjegyzések oszlopban található.
| Szerep            | Megjegyzés | Színész           |
| ----------------- | --- | ----------------- |
| Kormos József     | az özvegy menyasszonyok közös vőlegénye, de végül saját csapdájába esve kénytelen feleségül venni Icát                      | Garas Dezső       |
| Kovács Péter      | rendőr őrnagy | Pécsi Sándor      |
| Kalocsai Pál      | könyvelő, házasságszédelgésért ül                                                                                           | Rajz János        |
| Marianne          | tánc- és illemtanár, özvegy menyasszony                                                                                     | Mezey Mária       |
| Etelka            | özvegy menyasszony | Pásztor Erzsi     |
| Krisztina         | özvegy menyasszony | Békés Itala       |
| Gajdán Éva        | idegenvezető, özvegy menyasszony                                                                                            | Sütő Irén         |
| Jusztínia         | Jusztika, ápolónő a kórházban, ahova Kormos menekül a rendőrség elől, és közben megkéri neki is a kezét, özvegy menyasszony | Vay Ilus          |
| Zsuzsa            | Zsuzsu, artista, özvegy menyasszony, bár már férjnél van, férje szintén artista                                             | Máthé Erzsi       |
| Sávolyné          | özvegy Sávoly Tiborné, 1 gyermek anyja, özvegy menyasszony                                                                  | Böröndi Kati      |
| Kati              | Kovács Péter rendőr őrnagy érettségire készülő lánya                                                                        | Balogh Zsuzsa     |
| Annie             | titkárnő a rendőrségen | Galambos Erzsi    |
| Hadai             | rendőr főhadnagy | Szakács Sándor    |
| Ica               | az ő apja rabolta el Kormost, végül ő tette „özveggyé” a többi menyasszonyt, miután házasságot kötöttek Kormossal           | Soós Edit         |
| Kovács Péterné    | Kati édesanyja | Szemere Vera      |
| Klári             | Kovács Péter 20 évvel korábbi szerelme, akivel akkor találkozik, miközben a felesége elutazott üdülni                       | Gordon Zsuzsa     |
| Julcsika          | kávéfőzőnő a presszóban, barátja Horváth Gyula                                                                              | Sólyom Ildikó     |
| Gál               | Ica apja, ő rabolja el Kormost                                                                                              | Bánhidi László    |
| Gálné             | Ica anyja | Keresztessy Mária |
| Gajdán Éva főnöke | a rendőrség kikérdezi Éva kapcsolatáról Kormossal                                                                           | Komlós Juci       |
| Etelka főnöke     | művezető, a rendőrség kikérdezi Etelka kapcsolatáról Kormossal                                                              | Prókay István     |

További szereplők: Csonka Endre, Dajbukát Ilona, Delikát Gábor, Egri László, Forgács László, Kardos Ferenc, Keresztes Pál, Konrád József, Márky Géza, Ősi János, Pusztai Péter, Vadnay Éva, Victor Gedeon

## Történet
Egy házasságszédelgő története, akit üldöz a rendőrség és az „özvegy menyasszonyai”.